# Światowa Organizacja Celna

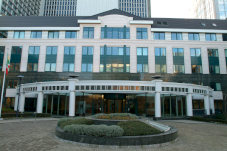
Siedziba WCO w Brukseli

Światowa Organizacja Celna, ang. World Customs Organization, WCO – międzynarodowa organizacja rządowa powstała w 1950 pod nazwą „Rada Współpracy Celnej” stawiająca sobie za cel zapewnienia możliwie jak największej zgodności pomiędzy systemami taryfowymi partnerów umowy oraz zajmowanie się w szczególności rozwojem i ulepszaniem procedur celnych i prawa celnego. W 1994 r. Rada podjęła decyzję o zmianie nazwy na Światową Organizację Celną, gdyż to określenie lepiej odzwierciedla jej globalny charakter, obecnie reprezentującej interesy 180 krajów członkowskich. Światowa Organizacja Celna opublikowała glosariusz międzynarodowych terminów celnych oraz liczne zalecenia i decyzje w celu zharmonizowania prawa celnego i rozwiązań stosowanych w praktyce przez różne strony umowy. Również w WCO zawarte zostały liczne porozumienia celne.
Organizacja wspiera kraje członkowskie w ich wysiłkach sprostania rozwojowi nowoczesnego biznesu i dostosowania się do zmieniających się okoliczności, przez promowanie komunikacji i współpracy pomiędzy krajami członkowskimi i innymi międzynarodowymi organizacjami, wprowadza szereg porozumień i umów międzynarodowych integrujących działania mające na celu zwalczanie przestępczości celnej takiej jak: przestępstwa gospodarcze, przemyt towarów wysoko akcyzowych, narkotyków, broni, materiałów nuklearnych i prania brudnych pieniędzy, przemyt dzieł sztuki oraz handel zagrożonymi wyginięciem gatunkami roślin i zwierząt oraz wytworzonymi z nich produktami. Ściśle współpracuje na szczeblu międzynarodowym z WTO, WIPO, UNIDROIT, Interpolem, IMO, ICAO, Sekretariatem Konwencji CITES, FAO, WHO, WOAH, UNESCO, ICCROM, IAEA, a także z organizacjami pozarządowymi m.in. IRU, UIC, ICOM i innymi, zajmującymi się organizacją szkoleń dla celników.
Plan strategiczny WCO na lata 2013/14-2015/16 określa następujące 7 celów:
1. Propagowanie bezpieczeństwa i ułatwień w handlu międzynarodowym, w tym uproszczenia i harmonizacji procedur celnych.
2. Wspieranie sprawiedliwego, skutecznego i efektywnego poboru podatków.
3. Ochrona społeczeństwa, zdrowia publicznego i bezpieczeństwa.
4. Wzmocnienie możliwości rozwoju.
5. Promowanie wymiany informacji i współpracy.
6. Podniesienie wydajności i profili ceł.
7. Prowadzenie badań i analiz.

Siedziba organizacji znajduje się w Brukseli w Belgii i liczy obecnie (2019) 183 członków